# ロバート・ウィルキンス
ロバート・ティモシー・ウィルキンス（Robert Timothy Wilkins、1896年1月16日 - 1987年5月26日）は、アメリカ合衆国のカントリー・ブルースのギタリスト、歌手で、アフリカ系アメリカ人とチェロキーの血を引いていた。彼の特徴は、その多才さにあり、ラグタイム、ブルース、ミンストレル・ソング、ゴスペルなどをいずれも高い技量で演奏することができた。

## 経歴
ウィルキンスは、テネシー州メンフィスから21 mi (34 km)ほどの位置にあるミシシッピ州ヘルナンドに生まれた。彼は、1920年代から1930年代はじめにかけて、メンフィスやミシシッピ州北部で演奏活動をしたが、これは、フューリー・ルイスや、自分がいろいろ教えたとウィルキンスが主張するメンフィス・ミニー、サン・ハウスらの活動時期と一緒であった。ウィルキンスは、当時は流行っていた「ジャグ・バンドの熱狂 (jug band craze)」を利用して一儲けを目論み、ジャグ・バンドも結成した。メンフィス・ジャグ・バンドに匹敵するほどの成功は手にすることはなかったが、ウィルキンスは、地元での人気を高め、1927年には地元メンフィスのラジオ局にも出演した。1928年から1936年にかけて、彼はビクターやブランズウィック・レコードに、自分ひとりで、あるいは伴奏者をひとりだけつけて、録音をおこなったが、これはスリーピー・ジョン・エスティスには似ていたが、キャノンズ・ジャグ・ストンパーズ (Cannon's Jug Stompers) を率いたガス・キャノンとは異なる取り組みであった。ウィルキンスはしばしば、トム・ウィルキンス (Tom Wilkins) とか、養父の名であったティム・オリヴァー (Tim Oliver) と名乗って活動していた。
1936年、40歳だったとき、彼は演奏していたときに目の前で人が殺されるのを目撃し、ブルースの演奏を辞めて、教会に入ってしまった。1950年、彼は叙任された。1964年、ウィルキンスは「ブルース・リバイバル (blues revival) に熱心に取り組んでいたディック&ルイーザ・スポッツウッドらによって「再発見され (rediscovered)」、各地のフォーク音楽祭に出演し、新たな聴衆を獲得するためにゴスペル・ブルースの録音をおこなった。こうして出演したひとつが、1964年のニューポート・フォーク・フェスティバルであったが、このとき演奏した「Prodigal Son」の音源は、ヴァンガード・レコードから出たアルバム『Blues at Newport, Volume 2』に収録された。1984年、彼は最初のフル・アルバム『Rev. Robert Wilkins: Memphis Gospel Singer』を、ピードモント・レコードからリリースした。これとは別に1969年のメンフィス・カントリー・ブルース・フェスティバル (Memphis Country Blues Festival) の模様は、1993年に『...Remember Me』としてリリースされた。
ウィルキンスは1987年5月26日に、メンフィスで、91歳で亡くなった。息子のジョン・ウィルキンス師 (Reverend John Wilkins, 1943年 – 2020年) は、父親から受け継いだゴスペル・ブルースの伝統を継承している。
ウィルキンスの曲で最も有名なものには「That's No Way to Get Along」や、彼がゴスペルに手を加えて作った「The Prodigal Son」（ローリング・ストーンズは1968年のアルバム『ベガーズ・バンケット』に「放蕩むすこ (Prodigal Son)」という曲名でこの曲をカバーしている）、「Rollin' Stone (parts 1 and 2)」（知られている限り最初の「ローリング・ストーン (Rolling Stone)」という語句の録音例）、「Old Jim Canan's」などがある。
ローリング・ストーンズによる「The Prodigal Son」のカバーをめぐっては、クレジットに関する問題が生じた。初期に製造された『ベガーズ・バンケット』には、ウィルキンスではなく、ミック・ジャガーとキース・リチャーズが作曲者として表示されていた。これは、『ベガーズ・バンケット』のオリジナル・アートワークであった便所の写真のジャケットには、ウィルキンスがクレジットされていた。しかし、レコード会社がこのジャケットを拒んで差し替えた招待状を模したジャケットに変更した際に、誤ってジャガー/リチャーズが作曲者とされた。この誤りがロンドン・レコードとストーンズの事務所に指摘されると、出版権、ロイヤリティ、その他の金銭的問題が詳らかにされ、ウィルキンスは然るべくクレジットされることになった。近年のCDリイシューで、便所の写真のジャケットを使っているものは、適切に表示がなされている。このような混乱はあったものの、ウィルキンスはこの曲がカバーされたことを喜んでいたとされる。「彼は、人々が自分の歌を聴いてくれるようになることをとても喜んでいたようだった。 (He seemed quite happy that people will be hearing his song)」 